# Toquat

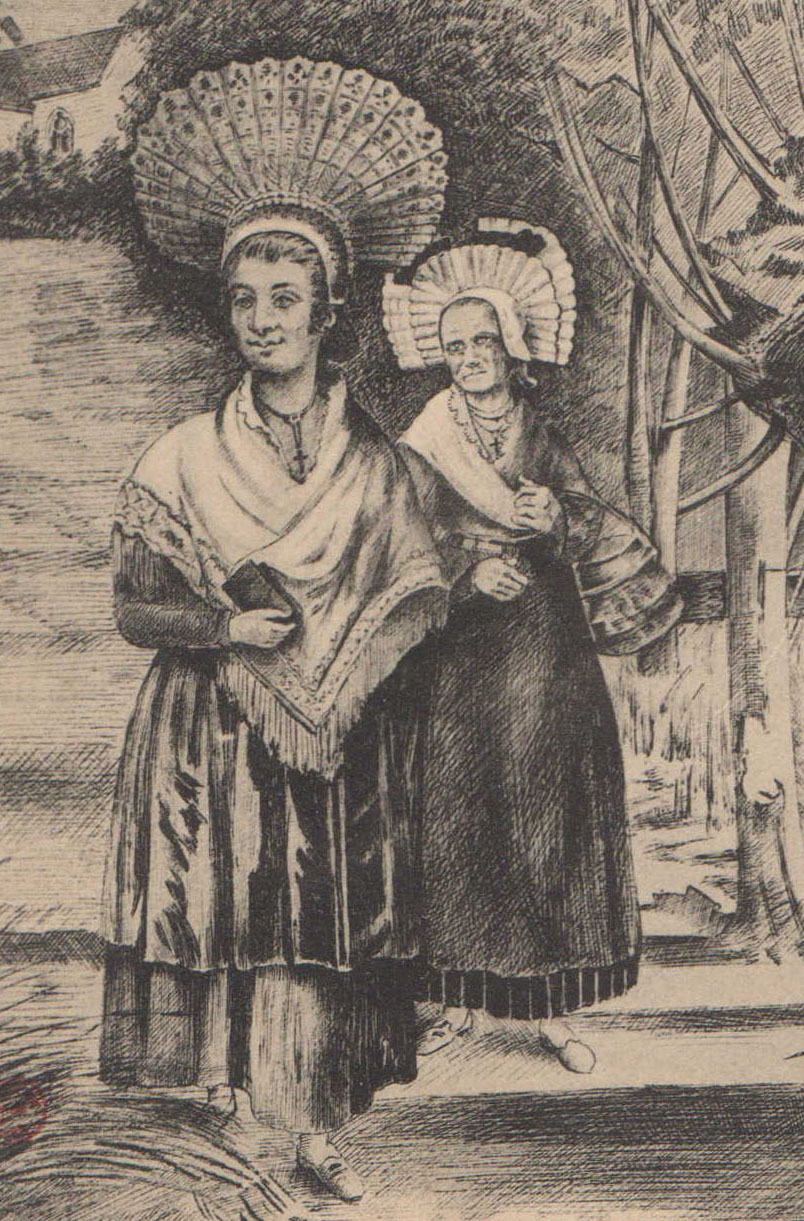
Le Toquat coiffe champenoise de la région de Troyes.

Le toquat est une coiffe féminine ancienne de la région troyenne, portée les dimanches et les jours de fêtes. La période de son apogée se situe dans la première moitié du XIXe siècle. Son aire géographique recouvrait la région troyenne ainsi que le sud de la plaine de Troyes (Lusigny, Montaulin, etc.).
Originellement le toquat (ou tocat) semble une évolution du petit bonnet simple dont les bardes et les dentelles ont commencé à s’allonger à la fin du XVIIIe siècle. Ces bardes furent remontées par la suite à l’arrière de la coiffe. 
La vallée de la Seine et la région des Riceys du sud de l’Aube dans les vignobles possédaient encore à la fin du XIXe siècle, ces sortes de bonnets simples aux belles grandes bardes qu’on attachait sur le dessus ou à l’arrière de la coiffe.
Ce qui caractérisa le toquat de la région troyenne, ce fut au début du XIXe siècle, la fixation avec quelques épingles seulement de ces barbes relevées à l’arrière sur des fils de laiton de chapellerie et le grandissement extraordinaire du ruban qui à ce moment devient un élément purement décoratif, destiné à être vu par transparence à travers la dentelle de Valenciennes.
Le tout était monté sur une cale rigide, faite souvent de singalette en plusieurs couches, recouverte de voile de coton sur laquelle étaient fixés les laitons.
Les vielles et les adolescentes avaient par contre des toquats de moindre hauteur dont les barbes assez longues n’étaient pas relevées et retombaient sur les épaules.
Naquit aussi le petit toquat rond sous la restauration semble-t-il, toquat ou les barbes n’existaient plus. 
La couleur des rubans indiquait la position de celles qui portaient le toquat. Ils étaient :
- bleu clair, rose orange, ou rouges pour les jeunes filles
- bleu foncé pour les femmes mariées
- jaunes pour les servantes
- blancs pour les veuves.

Les tableaux du peintre Valton (visibles au musée historique de la Champagne méridionale à Troyes) et les gravures de Charles Fichot montrent bien les détails de cette magnifique coiffe.
Le toquat est encore porté aujourd'hui par un groupe folklorique : "Jeune Champagne" de Troyes .